# Johann II. (Oldenburg)
Graf Johann II. von Oldenburg (urkundlich bezeugt 1272 in Oldenburg; † 1315 ebenda) war Graf von Oldenburg. Seine Eltern waren Christian III. von Oldenburg und Jutta von Bentheim.

## Leben
Johann II. stand nach dem Tod seines Vaters im Jahre 1285 bis 1289 unter der Vormundschaft seines in Delmenhorst residierenden Onkels Otto II. von Oldenburg-Delmenhorst, der offensichtlich als Vormund der Söhne seines gestorbenen Bruders agierte. Im Zeitraum von 1301 bis 1314 urkundete und siegelte er gemeinsam mit seinem Bruder Christian, der in der Rasteder Chronik allerdings nicht erwähnt wird. Unter Übergriffen Johanns II. hatte das Kloster Rastede zu leiden, entsprechend negativ ist das Bild dieses Grafen in der dortigen Überlieferung: Er habe das Land in große Armut gebracht, lebe in Rastede, obwohl verheiratet, mit einer Konkubine und führe sich wie ein Bauer auf (quasi unus rusticus).
Johann war in die Gründungsgeschichte des Dominikanerinnen-Klosters Blankenburg involviert, indem er den zunächst 1290 in Lehe etablierten Konvent vier Jahre später zwang, in die ökonomisch unergiebigere Hunteniederung östlich Oldenburgs zu ziehen, um so materiellen Schaden durch den Gebietsverlust auf seiner Seite in Grenzen zu halten.
Gegen Ende des 13. Jahrhunderts war Johann an Fehden gegen die Stedinger sowie 1292 oder 1293 an dem scheiternden Angriff Ottos II. auf die Herrschaftsposition des Erzbistums Bremen auf der Stedinger Lechterseite beteiligt.

## Familie und Nachkommen
Johann II. war in erster Ehe mit Elisabeth von Braunschweig-Lüneburg verheiratet, die Söhne Christian IV. und Johann III. folgten ihrem Vater nach dessen Tod als gemeinsam regierende Grafen. Der weitere Sohn Moritz wurde Domdekan in Bremen. In zweiter Ehe war Johann II. mit Hedwig von Diepholz vermählt, aus dieser Ehe stammten Konrad I., der ab 1324 zusammen mit seinen älteren Halbbrüdern die gräfliche Regentschaft übernahm, ein weiterer Sohn  sowie Gisela von Oldenburg, die mit dem Grafen Gerhard III. von Hoya verheiratet war.